# Aéroport international de Sabetta
 (mars 2021).
Si vous disposez d'ouvrages ou d'articles de référence ou si vous connaissez des sites web de qualité traitant du thème abordé ici, merci de compléter l'article en donnant les références utiles à sa vérifiabilité et en les liant à la section « Notes et références ».
L’aéroport international de Sabetta (en russe : Международный аэропорт Сабетта, code IATA : SBT • code OACI : USDA • Code aéronautique de l'espace russophone : russe : СБТ) est l’aéroport de Sabetta, dans le district autonome de Iamalie, en Russie.

## Histoire
En 2009, lorsque Novatek prend le contrôle du gisement de Gaz naturel liquéfié (GNL) appartenant à Yamal LNG dans le gisement de Yuzhno-Tambeyskoye, le manque d’infrastructures de transport est l’une des faiblesses de son plan de développement de l’usine. Gazprom possède un aéroport situé à 170 km du site de Sabetta, mais la construction d'un nouvel aéroport à côté de l'usine de GNL de Yamal semblait plus stratégique. Les constructions commencent en 2012 et l'aéroport international Sabetta devient opérationnel en 2014. 
Un Boeing 737 d'UTair est le premier à atterrir sur la piste le 4 décembre 2014, effectuant un vol technique. Le 2 février 2015, l'aéroport de Sabetta commence à desservir les services de trafic aérien du projet de gaz naturel liquéfié de Yamal.
Le 17 juillet 2015, l'aéroport reçoit un certificat de conformité pour les activités aéroportuaires (certificat complet) et est inscrit au registre national des aéroports de la fédération de Russie.
Le 5 octobre 2015, l'aéroport obtient le certificat du comité inter-étatique d'aviation, selon lequel il est reconnu comme étant adapté aux vols internationaux.
Le 24 décembre 2015 a lieu la dernière réunion de la commission interministérielle chargée de l'ouverture à l'aéroport international de Sabetta d'un point de passage multilatéral du fret aérien par passager sur la frontière de la fédération de Russie, au cours de laquelle il est établi que la tour de contrôle de Sabetta répondait aux exigences de construction, de rénovation, d'équipement et d'assistance technique. L'équipement des bâtiments, locaux et installations nécessaires à l'organisation des contrôles frontaliers, douaniers et autres types effectués construit aux points de contrôle à la frontière de la fédération de Russie.
Le 4 mars 2016, le premier vol international est effectué à l'aéroport de Sabetta.
Le 8 février 2017, dans le cadre de la IVe exposition nationale sur les infrastructures de l'aviation civile, les meilleurs aéroports et compagnies aériennes, lauréats et gagnants des prix Air Gateway of Russia et Skyway Service Award, sont primés. L'aéroport international de Sabetta devient le lauréat de la nomination «Meilleur aéroport 2016» (dans la catégorie «Aéroport régional», moins de 0,5 million de passagers par an)
Le 23 mai 2017, par ordre du gouvernement de la fédération de Russie, l'aéroport est baptisé Sabetta.

## Description
En raison du climat, la piste de l'aéroport est pavée de 15 000 plaques de béton précontraint PAG-18 (6 × 2 m ; 5,2 tonnes chacune). La piste a une longueur de 2 704 m et une largeur de 46 m. Un AN-124 a atterri sur la piste le 6 mars 2017. La capacité de la piste a permis à Volga-Dnepr Airlines et AirBridgeCargo de livrer des parties de l'usine de GNL de Yamal construite en Allemagne et en Chine.
Le terminal de l'aéroport international de Sabetta a une capacité de traitement de 200 passagers par heure. Une station-service de 4 500 tonnes permet aux avions de faire le plein pour des vols long-courriers.
L’aéroport international de Sabetta appartient et est exploité par Yamal LNG.

## Situation

### Carte des aéroports russes
| \| 50 km1:1 791 000 \| Koursk Abakan Anapa Pskov Arkhangelsk Astrakhan Barnaoul Belgorod Blagoveshchensk Bratsk Grozny Guelendjik Iakoutsk Iékaterinbourg Ijevsk Ioujno-Sakhalinsk Irkoutsk Kaliningrad Kazan Kemerovo Khabarovsk Khanty-Mansiïsk Krasnodar Krasnoïarsk Magadan Magnitogorsk Makhachkala Mineralnye Vody Mirny Moscou · SVO Moscou · DME Moscou-VKO Mourmansk Narian-Mar Nijnekamsk Nijnevartovsk Nijni Novgorod Noïabrsk Alykel Novokouznetsk Novossibirsk Novy Ourengoï Omsk Orenbourg Oufa Oulan-Oude Oulianovsk Perm Petropavlovsk-Kamtchatski Rostov · sur-le-Don Sabetta Saint-Pétersbourg Salekhard Samara Saratov Simferopol Sotchi Sourgout Stavropol Kyzyl Syktyvkar Tcheliabinsk Tchita Tioumen Tomsk Vladivostok Volgograd Voronej |
| 50 km1:1 791 000 |

## Compagnies aériennes et destinations
| Compagnies         | Destinations      |
| ------------------ | ----------------- |
| Red Wings Airlines | Moscou-Domodédovo |
| Utair              | Moscou-Vnoukovo   |

Édité le 03/09/2020